# Рівер-Роуд (Північна Кароліна)
Рівер-Роуд (англ. River Road) — переписна місцевість (CDP) в США, в окрузі Бофорт штату Північна Кароліна. Населення — 4048 осіб (2020).

## Географія
Рівер-Роуд розташований за координатами 35°30′40″ пн. ш. 76°59′24″ зх. д. / 35.51111° пн. ш. 76.99000° зх. д. (35.510999, -76.990062).  За даними Бюро перепису населення США в 2010 році переписна місцевість мала площу 18,42 км², уся площа — суходіл.

## Демографія
Згідно з переписом 2010 року, у переписній місцевості мешкали 4394 особи в 1789 домогосподарствах у складі 1229 родин. Густота населення становила 239 осіб/км².  Було 2159 помешкань (117/км²).
Расовий склад населення:
| - 60,5 % — білих - 22,7 % — чорних або афроамериканців - 1,0 % — корінних американців - 0,2 % — вихідців з тихоокеанських островів - 0,1 % — азіатів - 14,4 % — осіб інших рас |

До двох чи більше рас належало 1,0 %. Частка іспаномовних становила 19,9 % від усіх жителів.
За віковим діапазоном населення розподілялося таким чином: 24,0 % — особи молодші 18 років, 60,2 % — особи у віці 18—64 років, 15,8 % — особи у віці 65 років та старші. Медіана віку мешканця становила 40,5 року. На 100 осіб жіночої статі у переписній місцевості припадало 99,3 чоловіків;  на 100 жінок у віці від 18 років та старших — 97,3 чоловіків також старших 18 років.
Середній дохід на одне домашнє господарство  становив 75 433 долари США (медіана — 51 250), а середній дохід на одну сім'ю — 83 600 доларів (медіана — 72 375). Медіана доходів становила 29 440 доларів для чоловіків та 35 347 доларів для жінок. За межею бідності перебувало 8,7 % осіб, у тому числі 8,2 % дітей у віці до 18 років та 7,4 % осіб у віці 65 років та старших.
Цивільне працевлаштоване населення становило 1844 особи. Основні галузі зайнятості: освіта, охорона здоров'я та соціальна допомога — 23,9 %, виробництво — 15,6 %, сільське господарство, лісництво, риболовля — 9,9 %, роздрібна торгівля — 8,3 %.